# Itzalana formosa
Itzalana formosa är en insektsart som beskrevs av William Lucas Distant 1905. Itzalana formosa ingår i släktet Itzalana och familjen lyktstritar. Inga underarter finns listade i Catalogue of Life.